# Ascaltis lamarcki
Ascaltis lamarcki är en svampdjursart som beskrevs av Ernst Haeckel 1870. Ascaltis lamarcki ingår i släktet Ascaltis och familjen Leucascidae. Inga underarter finns listade i Catalogue of Life.